# Dark Times
«Dark Times» es una canción del artista, productor, vocalista y músico canadiense The Weeknd. El sencillo pertenece a su segundo álbum de estudio, Beauty Behind the Madness, que cuenta con la colaboración especial del artista británico Ed Sheeran. La canción fue puesta a la venta a través de diversas plataformas digitales, tales como iTunes o Amazon, solo con el álbum el 18 de agosto de 2015.

## Antecedentes
La canción fue filtrada a través de Internet, días antes de su publicación oficial. En una entrevista con GQ, Abel explicó que la colaboración fue inesperada, además the Weeknd añadió: "Yo escribí la canción con Ed Sheeran, lo cual fue algo espontáneo, fui el anfitrión de los premios Much Music en Toronto y lo invité, y durante toda la entrega de premios, en mi apartamento hubo fiesta. Duró hasta las 5 de la mañana pero no escribimos la canción hasta el día siguiente, así que usted puede imaginar cómo fue esa noche.